# Ismael Oddó Arrarás
Ismael Francisco Oddó Arrarás, también conocido como Oddó, (Santiago de Chile, Chile; 29 de septiembre de 1987) es un músico chileno. Bajista de Alamedas entre 2005 y 2008, se desempeñó también como bajista de la banda de Francisca Valenzuela y actualmente lidera su propio proyecto musical, «Oddó».

## Carrera
En 2005, a los 17 años de edad, Ismael se integró como bajista a la banda de rock independiente Alamedas, en reemplazo de Leo Quinteros. Seis meses después, inició sus estudios académicos en Composición y Arreglos en la Escuela de Música de la Universidad Arcis.
En 2008 dejó Alamedas, para integrarse, también como bajista, a la banda de apoyo de Francisca Valenzuela.
En paralelo a sus estudios y a su trabajo con Francisca Valenzuela, comenzó a componer varias canciones que se plasmaron, en 2009, en un álbum pop rock de diez pistas titulado Déjame dormir, enmarcado dentro de su primer proyecto personal, que decide llamar «Oddó».
En 2013 lanzó su segundo álbum, Démonos el tiempo, producido por Nacho Soto Kallens y Nicolás Arancibia.[cita requerida] El disco contó con la participación de Li Saumet (voz en «Podría matarte») y Cecilia Amenábar (voz en «Démonos el tiempo»).

## Oddó
El concierto debut de «Oddó» para promocionar su nuevo álbum se realizó en julio de 2010 en el marco del Ciclo Armónica, en la Sala SCD, Bellavista, Santiago de Chile, como telonero de Pedro Piedra.

### Integrantes
Cuando la agrupación se presenta en vivo, ésta queda conformada por los siguientes integrantes:
- Ismael Oddó Arrarás: guitarra, piano y voz
- Jorge Chehade (guitarrista de Francisca Valenzuela): guitarra
- Renato Garretón: bajo
- Lego Moustache (baterista de Dënver y miembro de Astro y Moustache): batería y teclados

Nueva Banda:[cita requerida]
- Ismael Oddó Arrarás: bajo y voz
- Nicolas Arancibia (Lego Moustache): batería
- Daniel Varas (Zeta Moustache): teclado, sintetizador
- Fernando Herrera: guitarra

## Discografía
- 2010 - Déjame dormir
- 2013 - Démonos el tiempo
- 2016 - Mala suerte